# 费尔南多·科洛尔·德梅洛
费尔南多·阿方索·科洛尔·德梅洛（葡萄牙語：Fernando Affonso Collor de Mello，1949年8月12日—），巴西政治家，前巴西总统。1992年遭巴西國會彈劾罷職。

## 簡介

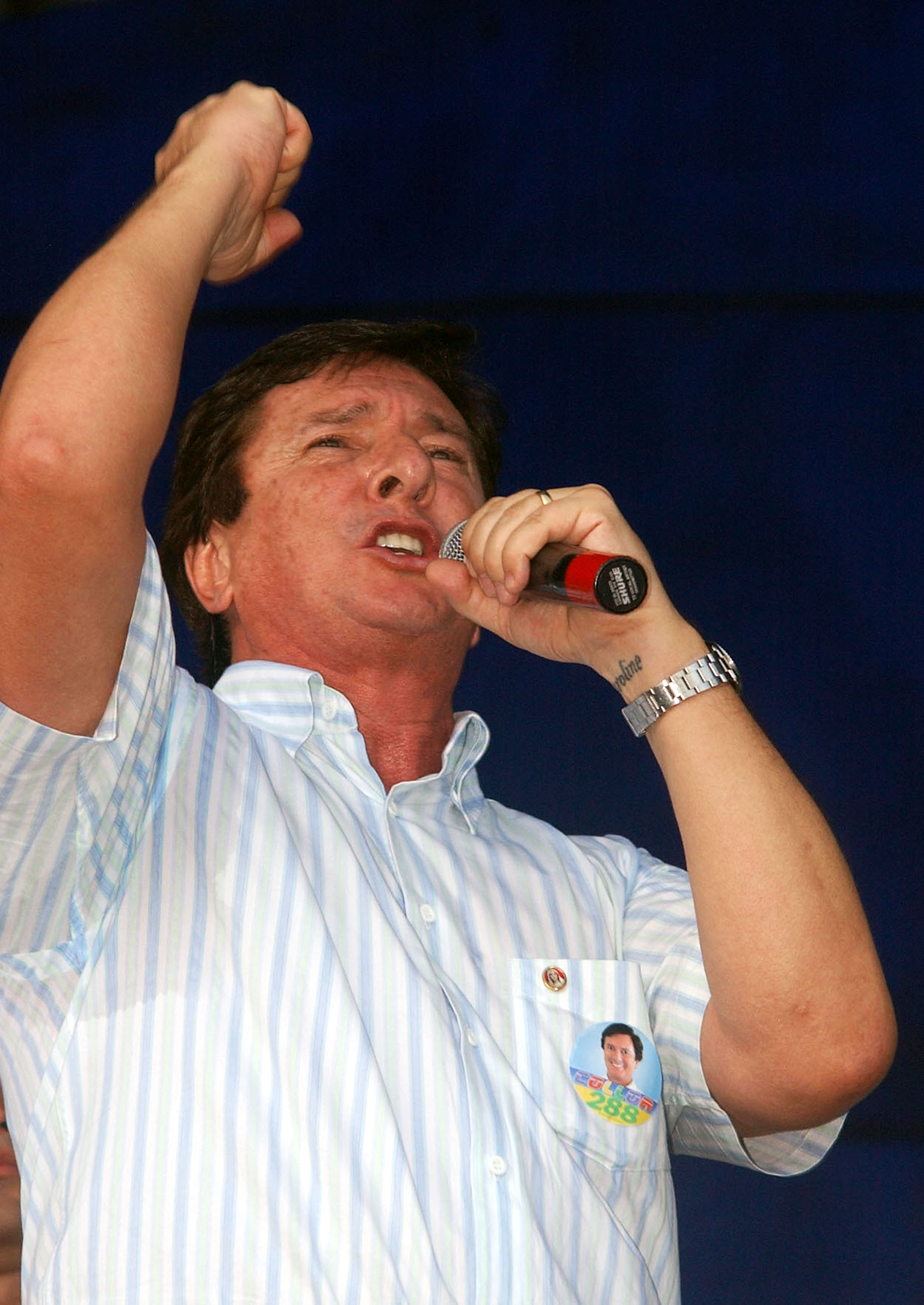
费尔南多·科洛尔·德梅洛

1979年，年30岁的科洛尔出任阿拉戈斯州首府马塞约市市长，1986年当选为阿拉戈斯州州长。
1989年擊敗左翼的盧拉当选为巴西的新总统，成為右翼軍政府獨裁統治結束後首位民選總統，1990年3月15日正式就職。
1992年被指控犯有腐败罪，在巴西參議院正式進行彈劾罷免前辭職，其後被禁止參政8年，2002年復出，其後加入中間偏右的巴西工黨，惟兩度參選州長落敗。
2006年當選參議員，並於2014年成功連任。
2017年8月，巴西最高法院指控科洛尔在2010年至2014年期间收受巴西石油子公司BR Distributor约900万美元的贿赂。2025年4月24日，巴西最高法院法官亚历山大·德莫赖斯下令逮捕科洛尔。4月25日凌晨，科洛尔被警察逮捕。

## 参考文献

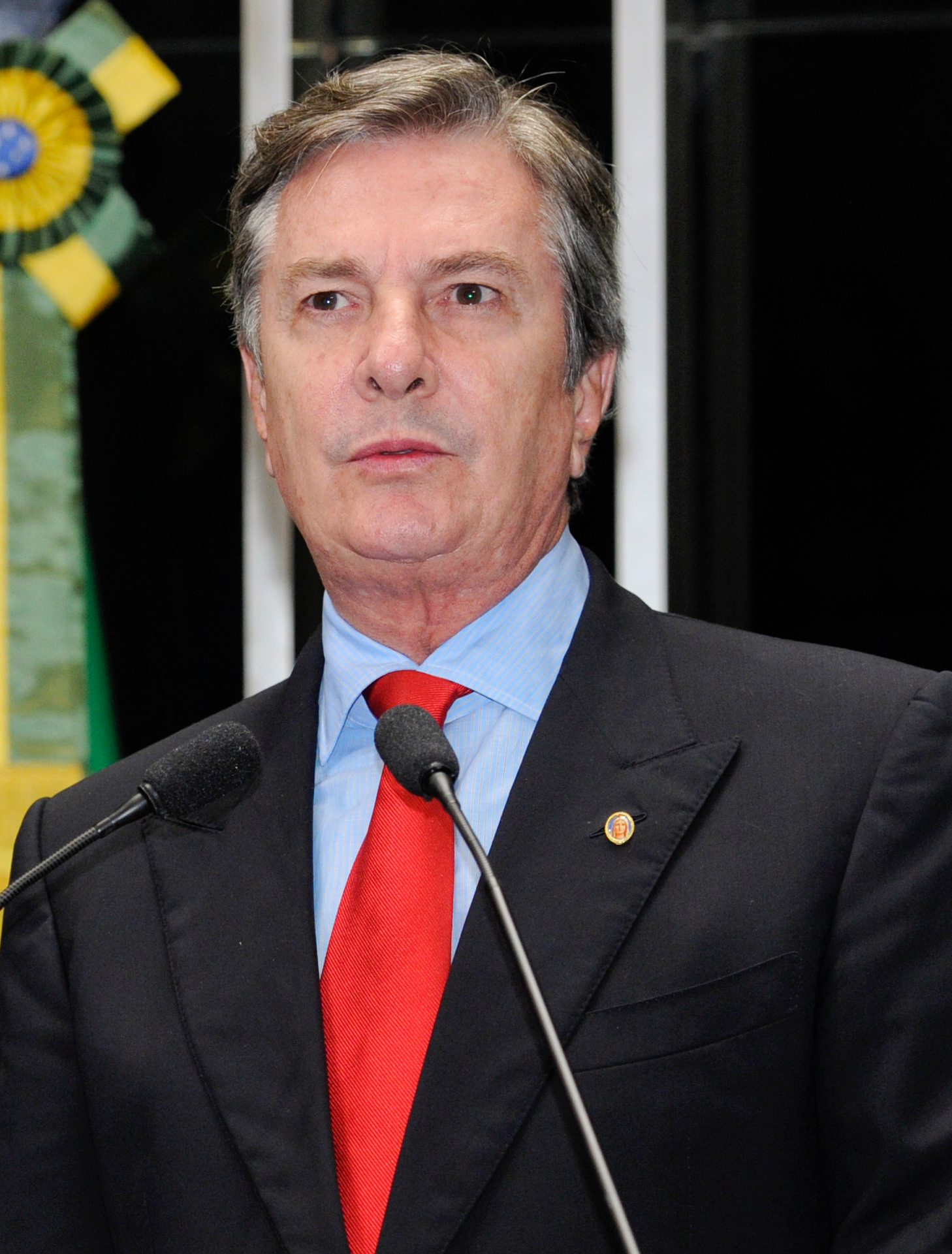
科洛尔作為參議員在2014年參議院發言。